# Клеон II
Вижте пояснителната страница за други значения на Клеон.
Клеон II е литературен герой в създадената от Айзък Азимов научнофантастична вселена на Фондацията. Той е действащо лице в романа Фондация и империя, където е представен като последния силен император на Галактическата империя.
Продължилото четиредесет години (от 12 239 до ок. 12 279 г. от Г.Е.) управление на Клеон II е белязано с политическия и културен ренесанс, който води до временно укрепване на изпадналата в продължителен период на упадък и разложение Империя. Макар че условията за това в действителност са създадени още по времето на баща му, който успешно прочиства всички имперски територии от бунтовни елементи и възстановява състоянието на мир и единство, именно Клеон остава запомнен като последния силен император на Първата империя и често бива наричан Великия.
Името на императора е неразделно свързано и с това на младия и амбициозен имперски генерал Бел Райъс, който през 12 264 г. от Г.Е. провежда успешна от военна гледна точка кампания срещу Фондацията, поради което Клеон е наричан „Императорът на Райъс“. Генералът успешно покорява редица светове и прониква дълбоко във вражеска територия, но успехът му буди подозрителност у страдащия по това време от тежка и неизвестна болест Клеон, чиито предшественици често са ставали жертва на заговори. Тази подозрителност придружена от слухове за участието на Райъс в подривни дворянски организации водят до неговото отзоваване и екзекутиране. Тъй като Азимов основава своята Галактическата империя на Римската империя често се счита, че Клеон II и Бел Райъс са олицетворения на източноримския император Юстиниан I Велики и неговия пълководец Велизарий.
Смъртта на Клеон II хвърля Империята в гражданска война и поставя началото на окончателния ѝ залез.